# Japans Grand Prix 2015
Japans Grand Prix 2015, officiellt 2015 Formula 1 Japanese Grand Prix, var en Formel 1-tävling som hölls den 27 september 2015 på Suzuka Circuit i Japan. Det var den fjortonde tävlingen av Formel 1-säsongen 2015 och kördes över 53 varv. Vinnare av loppet blev Lewis Hamilton för Mercedes, tvåa blev Nico Rosberg, även han för Mercedes, och trea blev Sebastian Vettel för Ferrari.

## Kvalet
| KR. | Nr | Förare            | Konstruktör          | Q1       | Q2        | Q3        | Grid |
| --- | -- | ----------------- | -------------------- | -------- | --------- | --------- | ---- |
| 1   | 6  | Nico Rosberg      | Mercedes             | 1.33,015 | 1.32,632  | 1.32,584  | 1    |
| 2   | 44 | Lewis Hamilton    | Mercedes             | 1.32,844 | 1.32,789  | 1.32,660  | 2    |
| 3   | 77 | Valtteri Bottas   | Williams-Mercedes    | 1.34,326 | 1.33,416  | 1.33,024  | 3    |
| 4   | 5  | Sebastian Vettel  | Ferrari              | 1.34,431 | 1.33,844  | 1.33,245  | 4    |
| 5   | 19 | Felipe Massa      | Williams-Mercedes    | 1.34,744 | 1.33,377  | 1.33,337  | 5    |
| 6   | 7  | Kimi Räikkönen    | Ferrari              | 1.34,171 | 1.33,361  | 1.33,347  | 6    |
| 7   | 3  | Daniel Ricciardo  | Red Bull-Renault     | 1.34,399 | 1.34,153  | 1.33,497  | 7    |
| 8   | 8  | Romain Grosjean   | Lotus-Mercedes       | 1.34,398 | 1.34,278  | 1.33,967  | 8    |
| 9   | 11 | Sergio Pérez      | Force India-Mercedes | 1.35,001 | 1.34,174  | Ingen tid | 9    |
| 10  | 26 | Daniil Kvyat      | Red Bull-Renault     | 1.34,646 | 1.34,201  | Ingen tid | PL1  |
| 11  | 27 | Nico Hülkenberg   | Force India-Mercedes | 1.35,328 | 1.34,390  |           | 132  |
| 12  | 55 | Carlos Sainz, Jr. | Toro Rosso-Renault   | 1.34,873 | 1.34,453  |           | 10   |
| 13  | 13 | Pastor Maldonado  | Lotus-Mercedes       | 1.34,796 | 1.34,497  |           | 11   |
| 14  | 14 | Fernando Alonso   | McLaren-Honda        | 1.35,467 | 1.34,785  |           | 12   |
| 15  | 33 | Max Verstappen    | Toro Rosso-Renault   | 1.34,522 | Ingen tid |           | 173  |
| 16  | 22 | Jenson Button     | McLaren-Honda        | 1.35,664 |           |           | 14   |
| 17  | 9  | Marcus Ericsson   | Sauber-Ferrari       | 1.35,673 |           |           | 15   |
| 18  | 12 | Felipe Nasr       | Sauber-Ferrari       | 1.35,760 |           |           | 16   |
| 19  | 28 | Will Stevens      | Marussia-Ferrari     | 1.38,783 |           |           | 18   |
| NC  | 53 | Alexander Rossi   | Marussia-Ferrari     | 1.47,114 |           |           | 194  |

| Vidare från första kvalrundan ▬▬ Vidare från andra kvalrundan ▬▬ |

Noteringar
- ^1  – Daniil Kvyat fick starta från depån efter att han tvingats byta chassi efter en krasch i den tredje kvalomgången.
- ^2  – Nico Hülkenberg fick tre platsers nedflyttning för att ha orsakat en kollision med Felipe Massa under Singapores Grand Prix 2015.
- ^3  – Max Verstappen fick tre platsers nedflyttning för att ha parkerat sin bil på ett olämpligt sätt under den första kvalomgången.
- ^4  – Alexander Rossi misslyckades att nå gränsen på 107 procent av det snabbaste varvet i den första kvalomgången. Han fick starta efter att han fått dispens från domarna.

## Loppet
| Pos. | Nr | Förare            | Konstruktör          | Varv | Tid           | Grid | P  |
| ---- | -- | ----------------- | -------------------- | ---- | ------------- | ---- | -- |
| 1    | 44 | Lewis Hamilton    | Mercedes             | 53   | 1:28.06,508   | 2    | 25 |
| 2    | 6  | Nico Rosberg      | Mercedes             | 53   | +18,964       | 1    | 18 |
| 3    | 5  | Sebastian Vettel  | Ferrari              | 53   | +20,850       | 4    | 15 |
| 4    | 7  | Kimi Räikkönen    | Ferrari              | 53   | +33,768       | 6    | 12 |
| 5    | 77 | Valtteri Bottas   | Williams-Mercedes    | 53   | +36,746       | 3    | 10 |
| 6    | 27 | Nico Hülkenberg   | Force India-Mercedes | 53   | +55,559       | 13   | 8  |
| 7    | 8  | Romain Grosjean   | Lotus-Mercedes       | 53   | +1.12,298     | 8    | 6  |
| 8    | 13 | Pastor Maldonado  | Lotus-Mercedes       | 53   | +1.13,575     | 11   | 4  |
| 9    | 33 | Max Verstappen    | Toro Rosso-Renault   | 53   | +1.35,315     | 17   | 2  |
| 10   | 55 | Carlos Sainz, Jr. | Toro Rosso-Renault   | 52   | +1 varv       | 10   | 1  |
| 11   | 14 | Fernando Alonso   | McLaren-Honda        | 52   | +1 varv       | 12   |    |
| 12   | 11 | Sergio Pérez      | Force India-Mercedes | 52   | +1 varv       | 9    |    |
| 13   | 26 | Daniil Kvyat      | Red Bull-Renault     | 52   | +1 varv       | PL   |    |
| 14   | 9  | Marcus Ericsson   | Sauber-Ferrari       | 52   | +1 varv       | 15   |    |
| 15   | 3  | Daniel Ricciardo  | Red Bull-Renault     | 52   | +1 varv       | 7    |    |
| 16   | 22 | Jenson Button     | McLaren-Honda        | 52   | +1 varv       | 14   |    |
| 17   | 19 | Felipe Massa      | Williams-Mercedes    | 51   | +2 varv       | 5    |    |
| 18   | 53 | Alexander Rossi   | Marussia-Ferrari     | 51   | +2 varv       | 19   |    |
| 19   | 28 | Will Stevens      | Marussia-Ferrari     | 50   | +3 varv       | 18   |    |
| 201  | 12 | Felipe Nasr       | Sauber-Ferrari       | 49   | Mekaniskt fel | 16   |    |

| Förare och stall som tog poäng ▬▬ |

Noteringar
- ^1  – Felipe Nasr gick ej i mål, men blev klassificerad för att ha kört över 90% av racedistansen.

## Ställning efter loppet
|   | Pos. | Förare           | Poäng |
| - | ---- | ---------------- | ----- |
| ▬ | 1    | Lewis Hamilton   | 277   |
| ▬ | 2    | Nico Rosberg     | 229   |
| ▬ | 3    | Sebastian Vettel | 218   |
| ▬ | 4    | Kimi Räikkönen   | 119   |
| ▬ | 5    | Valtteri Bottas  | 111   |

|   | Pos. | Konstruktör          | Poäng |
| - | ---- | -------------------- | ----- |
| ▬ | 1    | Mercedes             | 506   |
| ▬ | 2    | Ferrari              | 337   |
| ▬ | 3    | Williams-Mercedes    | 208   |
| ▬ | 4    | Red Bull-Renault     | 139   |
| ▬ | 5    | Force India-Mercedes | 77    |

- Notering: Endast de fem bästa placeringarna i vardera mästerskap finns med på listorna.